# Harvey Mandel

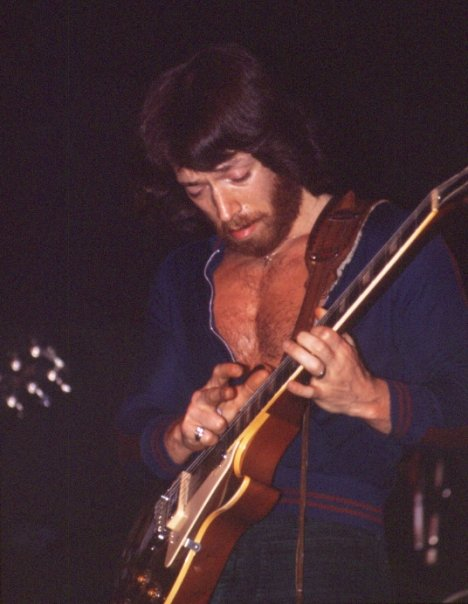
Harvey Mandel, 1977

Harvey „The Snake“ Mandel [mænˈdɛl] (* 11. März 1945 in Detroit, Michigan) ist ein US-amerikanischer Blues- und Rock-Gitarrist.

## Werdegang
Mandel spielte in den Chicagoer Blues-Clubs und war Mitglied der Bands von Charlie Musselwhite und Barry Goldberg, bevor er 1967 an die Westküste zog. 1968 kam sein Debütalbum Christo Redentor heraus, dem bis heute weitere Aufnahmen folgten.
Von 1969 bis 1970 war Mandel erstmals Mitglied von Canned Heat und spielte mit ihnen beim Woodstock-Festival. Anschließend ging er mit John Mayall auf Tournee und spielte zusammen mit dem Bassisten Larry Taylor von Canned Heat etwa zwei Jahre in Mayalls Band. Während dieser Zeit spielte er das viel beachtete Album USA Union ein und wurde ein begehrter Studiomusiker. Er spielte unter anderem mit Love und den Ventures. Mandel war einer der Kandidaten für die Nachfolge von Mick Taylor als Gitarrist der Rolling Stones, auf deren Album Black and Blue (1976) er als Studiomusiker bei den Stücken Hot Stuff, Memory Motel und Hand of Fate mitspielte.
Nach der Wiedervereinigung 2009 tourte Mandel 2010 und 2011 mit der Band Canned Heat auch in Deutschland. Im Januar 2014 wurde bekannt, dass bei Mandel bereits Mitte 2013 eine Krebserkrankung diagnostiziert wurde. Er verließ daher Canned Heat, um sich einer Behandlung zu unterziehen. Eine Initiative von Mandels Freunden und Familie versucht nun Geld für die Therapie zu sammeln. Es wird ein Betrag von 50.000 bis 70.000 US-Dollar angestrebt.

## Diskografie
- Christo Redentor (1968)
- Righteous (1969)
- Games Guitars Play (1970)
- Baby Batter (USA) / Electronic Progress (Deutschland) (1971)
- Get Off in Chicago (1972)
- The Snake (1972)
- Shangrenade (1973)
- Feel the Sound of Harvey Mandel (1974)
- Best of Harvey Mandel (1975)
- Live Boot: Harvey Mandel Live in California (1990)
- Twist City (1993)
- Snakes and Stripes (1995)
- The Mercury Years (1995)
- Planetary Warrior (1997)
- Lick This (2000)
- West Coast Killaz (2000)
- Christo Redentor Plus Selected Sessions (2003)
- Harvey Mandel and the Snake Crew (2009)
- Harvey Mandel and the Snake Crew: Live (2009)
- Live at Broadway Studio (2020)